# Otolithes cuvieri
Otolithes cuvieri es una especie de pez de la familia Sciaenidae en el orden de los Perciformes.

## Morfología
• Los machos pueden llegar alcanzar los 39 cm de longitud total.

## Alimentación
ComeAcetato , gambas, peces hueso y sus larvas, moluscos, isópodos y copépodos

## Hábitat
Es un pez de mar clima tropical y bentopelágico.

## Distribución geográfica
Se encuentra en el Océano Índico occidental: la India y el Pakistán.

## Observaciones
Es inofensivo para los humanos.